# Tubbergen
Tubbergen este o comună și o localitate în provincia Overijssel, Țările de Jos. 

## Localități componente
Albergen, Fleringen, Geesteren, Haarle, Harbrinkhoek, Hezingen, Langeveen, Mander, Manderveen, Mariaparochie, Reutum, Tubbergen, Vasse.